# Pelloloma freidbergi
Pelloloma freidbergi är en tvåvingeart som beskrevs av Kassebeer 2000. Pelloloma freidbergi ingår i släktet Pelloloma och familjen blomflugor.
Artens utbredningsområde är Kenya. Inga underarter finns listade i Catalogue of Life.